# デジタルレックス (セガ)
株式会社デジタルレックス（旧名：シネマティックオンラインゲームス）は、かつて存在したセガの開発子会社。代表取締役は鈴木裕で、2003年10月1日に設立された。2004年7月1日に、セガの他の開発子会社とともにセガに吸収後は「セガAMプラス研究開発部」として存続。

## 作品リスト

### PCゲーム
- シェンムーオンライン

### アーケードゲーム
- PSY-PHI
- SEGA-RaceTV
- ブラックジャック ネイルドエース